# Байкаловский заказник
Байкаловский заказник — государственный зоологический охотничий заказник площадью 50,22 тысячи гектаров в Байкаловском и Слободо-Туринском районах Свердловской области. Заказник организован 11 августа 1977 года для сохранения и повышения численности косули. К природному комплексу заказника относятся косуля, лось, куница, лисица, барсук, рысь, глухарь, тетерев.